# إينوك تشيس
إينوك تشيس (بالإنجليزية: Enoch Chase)‏ هو شخصية أعمال وفلاح وسياسي أمريكي، ولد في 16 يناير 1809 بديربي في الولايات المتحدة، وتوفي في 23 أغسطس 1892 بميلواكي في الولايات المتحدة. حزبياً، نشط في الحزب الديمقراطي. وقد انتخب عضو جمعية ولاية ويسكونسن وانتخب عضو مجلس ولاية ويسكونسن.